# Robert Courrier
Robert Courrier (Saxon-Sion, 6 de outubro de 1895 — Paris, 14 de março de 1986) foi um médico francês.

## Publicações
- - 1970: "Georges Cuvier, 1769-1832, certains aspects de sa carrière", lecture du 14 décembre 1970, Institut de France,
  - 1971: "L'Entreprise et ses problèmes",
  - 1972: "Notice sur la vie et les travaux de Georges Urbain, 1872-1938"... lecture faite en la séance... du 11 décembre 1972
  - 1974: "Notice sur la vie et les travaux de Camille Arambourg, 1885-1969... ses recherches sur la genèse de l'humanité" : lecture faite en la séance annuelle des prix du 9 décembre 1974.
  - 1976: "Notice sur la vie et l'œuvre de Edmond Sergent", 1876-1969, membre non résidant : lecture faite en la séance annuelle des prix du 13 décembre 1976, Académie des sciences.
  - 1980: "Thérèse et Jacques Tréfouël", Académie des sciences... séance annuelle... 8 décembre 1980.
  - 1982: "Robert Debré, membre de la Section de Biologie humaine et sciences médicales" : lecture faite en la séance annuelle des prix du 6 décembre 1982.
  - 1984: "En souvenir de Frédéric Joliot" Académie des sciences.